# (78393) Dillon
(78393) Dillon (2002 PW165) – planetoida z grupy pasa głównego asteroid okrążająca Słońce w ciągu 4,28 lat w średniej odległości 2,64 j.a. Odkryta 8 sierpnia 2002 roku.